# 尼斯湖水怪
尼斯湖水怪（英语：Loch Ness Monster；學名：Nessiteras rhombopteryx）是傳說生活在英國蘇格蘭尼斯湖的神秘生物。它的形象一向都是蛇頸龍一般的生物。尼斯湖水怪每年都吸引世界各地的遊客前往參觀，希望能一睹水怪真面目；水怪也吸引許多科學家和探險者的目光，數百年來已經有無數次的搜捕水怪行動，但是最後都以失敗告终。蘇格蘭尼斯湖水怪（Loch Ness Monster）謎團流傳近1世紀，各地民眾提出多種揣測及推論，至今仍沒有最合理的解釋。

## 目擊案例

目擊者所描述的水怪形狀

- 最早關於尼斯湖水怪的記載出現在阿德曼（Adomnán）在公元七世紀所著的《聖庫侖的一生》（Life of St. Columba）。根據阿德曼在事件發生一世紀之後的描述，愛爾蘭修道士聖庫侖與他的同伴當時停留在皮克特人的區域。他遇見當地居民在尼斯河畔埋葬一個人。居民解釋說，這名男子在河裡游泳時，被一隻「水獸」拖下水襲擊受傷，等他們趕去把他救上船時，他已身亡。聖庫侖派遣教徒呂伊涅魔庫敏（Luigne moccu Min）游過河，突然水怪向前靠近，聖庫侖做出十字標誌，並對水怪大喊：「不要前進，也不要傷人。從速離去。」水怪突然如同被繩索往後拉去一般停住，退回水中，聖庫侖的教徒和皮克特人認為這是一場奇蹟，對聖庫侖十分感謝。[2]

- 1933年11月，海軍中尉鲁伯特·古尔德（Rupert Gould）開始一連串的目擊事件調查工作。他訪問了所有曾經親眼目擊到尼斯湖水怪的人，他發現到這個生物體並不容易正確判定形體，因為牠大部分的身體都不曾出現於水面之上，所以極少有正確的描述。在1934年，他出版了一本名為“尼斯湖水怪”的書，裡面蒐集了42篇發生在1923年5月到1933年5月中的目擊事件。其後，康斯坦丝·怀特（Constance Whyte）女士在1957年出版的《不只是傳說》一書中，也記載了超過60件的目擊事件。

- 1933年11月12日，休•格雷（Hugh Grey）拍摄到第一张尼斯湖水怪照片，《苏格兰每日记事报》以“神秘尼斯湖物体的怪物照片”为标题报道。

- 1934年4月，倫敦醫生威爾遜途經尼斯湖，發現水怪，連忙用相機拍下了水怪的照片。可是有很多人不同意照片的真實性：好像水怪那樣大的動物，波浪不會那麼小。並且威爾遜已承認照片是假的，那是他叫他兒子拿一隻玩具的水怪綁在玩具潛水艇上，再以遠距離拍攝而成的，而他要造假只是為了要出名而已。

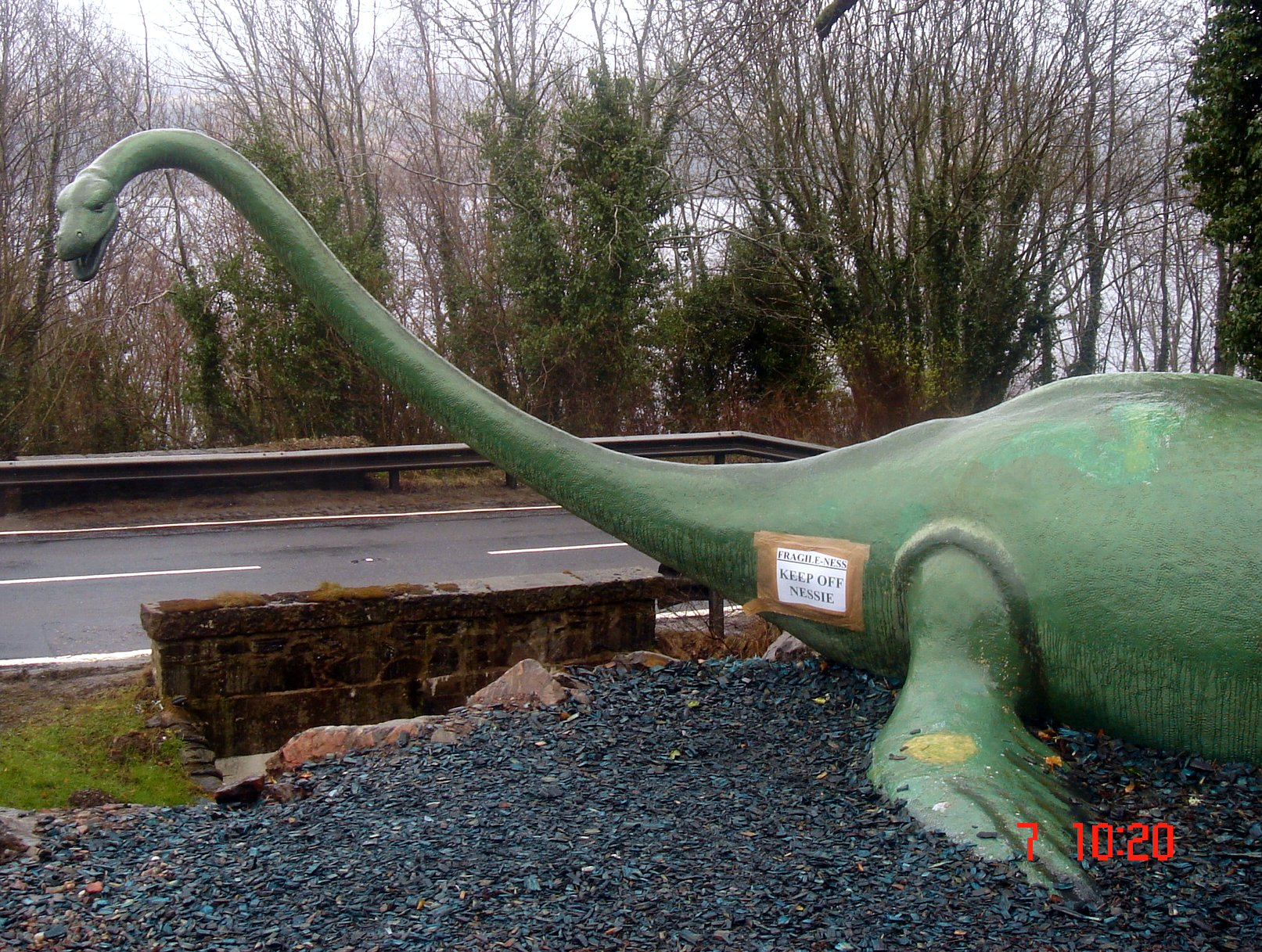
尼斯湖水怪的復原模型，攝於英國蘇格蘭。

- 1934年的这张照片多年来一直被认为是尼斯湖水怪存在的最有力证据，但是，这是一张伪造的照片。[3]参与伪造的克里斯蒂安·斯堡林（Christian Spuring）在临终前一年的11月，为他的伪造行为而忏悔，道出了真情。原来这张照片中的怪物形象，是用玩具潜艇加上按照海蛇的模样用软木作成头和长脖子装配起来，再放到湖中去拍照产生的效果，策划者是《每日邮报》派来寻访水怪的记者马尔马杜克·韦特雷尔（Marmaduke Wetherell）也就是他的继父，共有五人参与此事，其他四人此时都已去世，他把伪造的经过告诉了两位参与尼斯湖计划的科学研究人员。1994年3月14日加拿大出版的环球邮报，头版刊登了一条路透社从伦敦发来的消息。[3]

- 1960年8月，劳里（Lowrie）在船上看到了水怪，並且在航行日誌上記載了下來。當時船上所有的人都看到了，在船後約6到10海里的地方，出現一個形體異常的東西，看起來就像是一對水鴨在水上，有時候也會潛入水中，而且有一個像是脖子一樣的東西伸出水面。

- 1963年，泰德·哈勒戴（Ted Holiday）遇到，他描述，水怪的速度非常快，而且有一個像柱子一樣的脖子，直徑在一英呎左右，頭的形狀讓他聯想到牛頭犬，顏色是暗褐色的。他的描述有一點很特別的是，他注意到在頸部兩側有黑色的鬢毛。

- 1967年，理查·雷纳（Richard Raynor）參加了尼斯湖探險隊，拍到了最有名的影片。

- 1970年，蒂姆·丁斯代尔（Tim Dinadale）看到了水怪。在眾多的水怪照片中，大部份都因為拍攝背景光綫不足，無法辨認真假。

- 1971年10月19日，一位在奥古斯都（Augustus）港本尼迪克特（Benedictine）修道院的神父格雷戈里·布鲁希（Gregory Brusey）和朋友罗杰·皮尤（Roger Pugh），看到了一個伸出水面的脖子在移動著，高度也是差不多十英呎高，並且朝著他們移動。約莫20秒後就消失在水中。[4][5]

- 2001年，攝影師詹姆士·格雷（James Gray）與朋友彼得·萊文斯（Peter Levings）在尼斯湖釣魚目擊到尼斯湖水怪。

- 2007年5月26日，目击者戈登·霍尔姆斯于尼斯湖目击到一只长13.5米、呈直线型游动的生物并拍下了录像。

- 2011年，超自然現象調查員布賴特於尼斯湖拍下一張疑似水怪頭部的照片。

- 2011年，目擊者喬恩-羅威於尼斯湖一個商業漁場附近目擊到尼斯湖水怪並拍下的照片。

- 2012年據《dailyrecord》報導，某条观光船的声纳紀錄到一隻寬度超過5英呎（約152公分），長度不明的大型蛇狀生物，在水面下75英呎處，跟著船一起前行了2分鐘并被船长用手机对螢幕拍下影像。

- 2012年8月據《每日郵報》報導，於尼斯湖旁經營遊艇生意的喬治愛德華茲（George Edwards）在去年11月用相機拍攝到疑似水怪現蹤約5分鐘的影片，但影片中只出現疑似水怪的深灰色背部影像，並無法真正的辨認是否為傳說中的水怪。

- 2012年，喬治·愛德華茲（George Edwards）於尼斯湖拍下了號稱史上最清晰的尼斯湖水怪照片。但被證實是喬治·愛德華茲用船將玻璃纖維製作的駝峰狀物體進行推拽而後拍攝而來。

- 2014年，一艘遊艇聲納裝置於尼斯湖記錄到不明物體。

- 2014年，安迪·迪克森（Andy Dixon）和彼得·塔恩（Peter Thain）於iPhone衛星地圖發現一個疑似尼斯湖水怪的白色身影，但之後被證實為是船隻航行過後留下的痕跡。

- 2014年11月，58歲男子理查德·克里斯（Richard Collis）目擊到尼斯湖水怪並拍下了照片，據估計，水怪離湖畔有150-200公尺遠。

- 2015年，目擊者Connie Ross和Reyshell Avellanoza目擊到尼斯湖水怪並拍下了錄像。

- 2015年，瑞典52歲男子比亞內-索斯特蘭德於谷歌地圖中發現尼斯湖中有一個體型較長、類似鰻魚的神秘物體。

- 2016年4月13日，英国《独立报》报道，人们通过Munin机器人对尼斯湖进行了扫描，认为尼斯湖水怪其实只是一个长达30英尺的模型。该模型是一个被用在电影《神探福尔摩斯的私生活》中的模型，使用完毕后被遗弃到湖底。[6][7]

- 2016年6月1日，目擊者托尼-布萊（Tony Bligh）於尼斯湖拍攝的了一段疑似尼斯湖水怪的影像，但當地資深尼斯湖水怪調查專家艾德里安-夏因（Adrian Shine）認為這不過是快速遊艇駛過留下的水波紋。

- 2016年，網絡流傳尼斯湖水怪遺骸被沖上岸，但實際上該具遺骸為某電視節目的道具。[8]

- 2016年9月10日，58歲的目擊者布雷姆納（Ian Bremner）於尼斯湖目擊並拍下水怪照片。據悉，照片中生物的身長約2公尺、表面呈現銀黑色、露出3個駝峰在水面上，可能一群游泳嬉戲的水獺或海豹。

- 2018年8月17日，英國12歲女童Charlotte Robinson在與家人遊覽時拍下照片。在離岸邊約15公尺的水下肯有東西，有頸部，頭部呈鈎狀。

- 2018年12月13日，當地擔任導遊的39歲菲臘（Phillips）於當日下午二時，一如往常帶領一批遊客，到尼斯湖畔欣賞風景，無意間竟發現湖中竟出現一隻奇特的生物，聲稱：此生物光是頸部就約達120公分，頭部的大小跟橄欖球差不多大，嘴巴則像鳥嘴一般。當然，還是又有一批抱著懷疑態度的人士，而菲利浦斯亦對此做出說明，宣稱自己絕無製造假照片，如果要製造的話，也一定會向他心中所想的那樣，絕不是這個[9]。

## 尼斯湖水怪的解释

### 鰻魚
有些大型的鰻魚為了捕捉水面上的生物，在湖面表層翻動，使腹部、尾部露出水面，被其他人錯看成「水怪的背部」。
紐西蘭奧塔哥大學遺傳學家格梅爾（Neil Gemmell）2018年6月分析湖水「環境DNA」（eDNA）樣本，認為水怪的真面目可能是一隻巨大鰻魚。

### 水獺
水獺在潛水時，其尾部彎曲並露出水面，從遠處看被誤認為是「水怪的脖子跟頭」。

### 樹木
由於漂流木內部吸飽了水並載浮載沉，產生類似水怪的背部露出水面的景象。

### 光學效果
由於光線的折射，形成類似水怪的陰影。

### 惡作劇
尼斯湖附近的觀光業者為了增加遊客量，造謠謊稱尼斯湖有水怪出沒。真實的案例是参与照片伪造的克里斯蒂安·斯堡林在臨死前坦承他們所拍的尼斯湖水怪照片只是玩具。